# Sandra Klein (Pharmazeutin)
Sandra Klein (geboren 1970) ist eine deutsche Pharmazeutin und Professorin am Institut für Pharmazie der Universität Greifswald.

## Beruflicher Werdegang
Sandra Klein studierte von 1994 bis 1999 Pharmazie an der Johann Wolfgang Goethe-Universität Frankfurt am Main, wo sie das Staatsexamen ablegte und 2000 die Approbation als Apothekerin erlangte. Im Jahr 2005 promovierte sie an der Goethe-Universität unter Jennifer Dressman mit einem Thema über Freisetzungsmethoden für pharmazeutische Formulierungen mit modifizierter Wirkstoffabgabe. Es folgte ein mehrmonatiger Post-Doc-Aufenthalt bei der Eastman Chemical Company in Kingsport in den USA.
Nach ihrer Rückkehr war Klein von 2005 bis 2010 Akademische Rätin am Institut für Pharmazeutische Technologie der Frankfurter Goethe-Universität. Seit 2010 ist sie Professorin für Pharmazeutische Technologie (Abteilung Biopharmazie und Pharmazeutische Technologie) an der Universität Greifswald.

## Wissenschaftliche Schwerpunkte und Tätigkeiten
Klein forscht zu prädiktiven In-vitro-Freisetzungsmethoden für verschiedenste pharmazeutische Formulierungen und zur Entwicklung von Darreichungsformen für spezielle Patientengruppen, insbesondere für Kinder und ältere Patienten. Ein weiterer Forschungsschwerpunkt ist die Verbesserung der Bioverfügbarkeit von schwer löslichen Arzneistoffen mit verschiedenen polymer- und cyclodextrinbasierten Ansätzen. 
Sie ist Chefredakteurin der Fachzeitschrift Die Pharmazie und im Redaktionsbeirat weiterer Journale.

## Mitgliedschaften
- Arbeitsgemeinschaft für Pharmazeutische Verfahrenstechnik (APV)
- American Association of Pharmaceutical Scientists (AAPS)
- Controlled Release Society (CRS)
- Deutsche Pharmazeutische Gesellschaft (DPhG)
- European Paediatric Formulation Initiative (EuPFI) (assoziiertes Mitglied)